# Badjie
Badjie ist ein gambischer Familienname.

## Namensträger

### A
- Abdou F. M. Badjie, gambischer Politiker
- Alieu Erima Woola Fatty Badjie bekannt auch als Kama Badjie (1925–2005), Lehrer, Diplomat und Politiker

### B
- Bakary Y. Badjie, gambischer Politiker

### D
- Dembo M. Badjie (* 1952), gambischer Politiker und Diplomat

### E
- Ensa Badjie († 2024), gambischer Polizist

### F
- Fatim Badjie (* 1983), gambische Politikerin

### I
- Ismail Badjie (* 2005), deutsch-gambischer Fußballspieler

### K
- Karafa Badjie, gambischer Politiker
- Kebba Badjie (* 1999), gambischer Fußballspieler

### L
- Landing Badjie († 2021), gambischer Polizist

### M
- Modou Badjie (Fußballspieler) (Modou Lamin Badjie; * 1997), gambischer Fußballspieler
- Modou Lamin Badjie (Beamter) (auch Momodou Lamin Badjie), gambischer Nachrichtendienstmitarbeiter
- Momodou Badjie (Marineoffizier)  († 2019), gambischer Marineoffizier
- Momodou Badjie (Manager), gambischer Industriemanager
- Momodou Badjie (Diplomat), gambischer Armeeoffizier und Diplomat
- Musa Badjie (Politiker, I), gambischer Politiker (APRC)
- Musa Badjie (Politiker, 1978) (* 1978), gambischer Politiker (UDP)

### O
- Ousman Badjie (Politiker) (* 1967), gambischer Politiker und Diplomat
- Ousman Badjie (General) (* 1967), gambischer General

### R
- Robert Badjie (* 1984), gambischer Fußballspieler

### S
- Simon Badjie (* 1979), gambischer Fußballspieler
- Sunkary Badjie, gambischer Politiker